# ハイパーインフィニティー
ハイパーインフィニティー（HYPER INFINITY）とは、2011年4月2日にバンダイが発売したハイパーヨーヨーシリーズの1機種。

## 概要
世界初のモーター搭載ヨーヨー。形状は鼓型で、アルカリ単四電池2本でモーターを回転させる機構により90分程度のスリープが可能である。そのため、スリーピングトリックとストリングトリックに適している。

## 電池について
電池の性能がヨーヨーの回転数に影響するので電池の選定が重要である。アルカリ電池が推奨されており、マンガン電池や使用済み電池では安定した回転は望めない。充電式（ニカドなど）電池の使用は禁止されている。更に同じ単四電池でもメーカーによっては重量にバラつきがあり、ヨーヨーの安定性に影響する。

## 使用方法
モーターの力で回転するため強く投げる必要がなく、手の平を下に向けて ヨーヨーを離す投げ方（ドロップ・ダウン）を推奨している。手から離したヨーヨーが振動したり傾いたりなど安定しない場合はヨーヨー本体に直接触って直すことができる。

## バインドヨーヨー化
ハイパーインフィニティーはバインドと呼ばれるヨーヨーに糸を絡めて戻すトリックによって、レスポンスチューブなしで本体を手元に戻すことができる。
これによりトリックの妨げとなるレスポンスチューブを外すことができ、ヨーヨーの戻りをより意図した形でコントロールすることができる。ハイパーインフィニティーは元々バインドの習得を前提としたヨーヨーであるといわれている。

## メンテナンスパーツ
ハイパーインフィニティー用 レスポンスストリング
ヨーヨーを引き戻すためにゴムチューブ（レスポンスチューブ）が通っているハイパーインフィニティー専用のストリング。
ハイパーインフィニティー用 ギアベアリング
ハイパーインフィニティーに内蔵されているモーターの回転動力を、ヨーヨー本体に伝えるギア付きのベアリング。
ハイパーインフィニティー以外のヨーヨーに使用することはできない。また、ベアリングの取り付け方向を間違えると回転せず、更に故障の原因にもなる。
ハイパーインフィニティー用 ラバーフリクション
ハイパーインフィニティー専用のシリコン製レスポンスシステム。
レスポンスストリング付属のレスポンスチューブとの摩擦によりヨーヨーを引き戻す。